# Norra Älvstranden

De båda älvstränderna och deras olika delar.

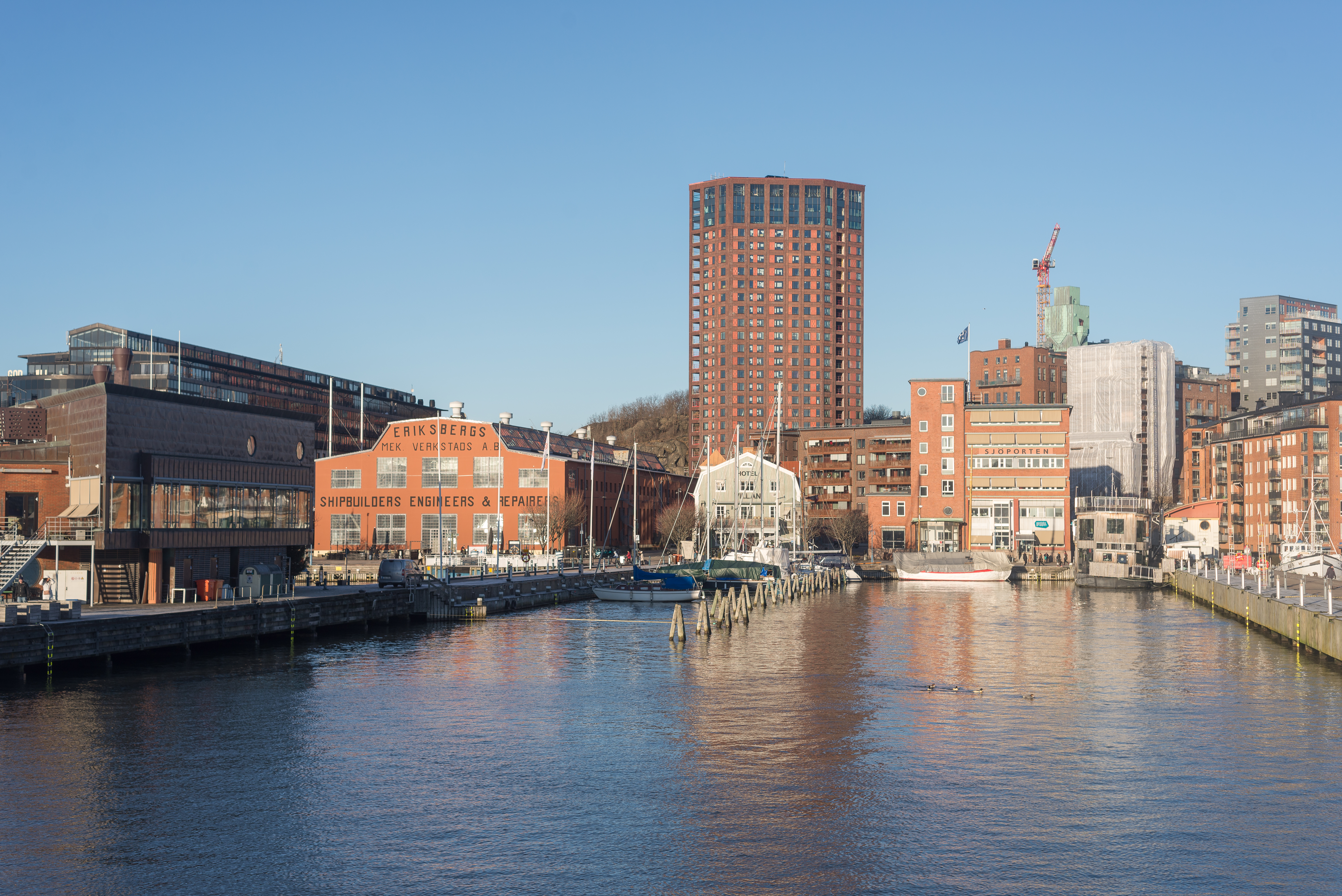
Blandad ny och gammal bebyggelse i Eriksberg i januari 2022.

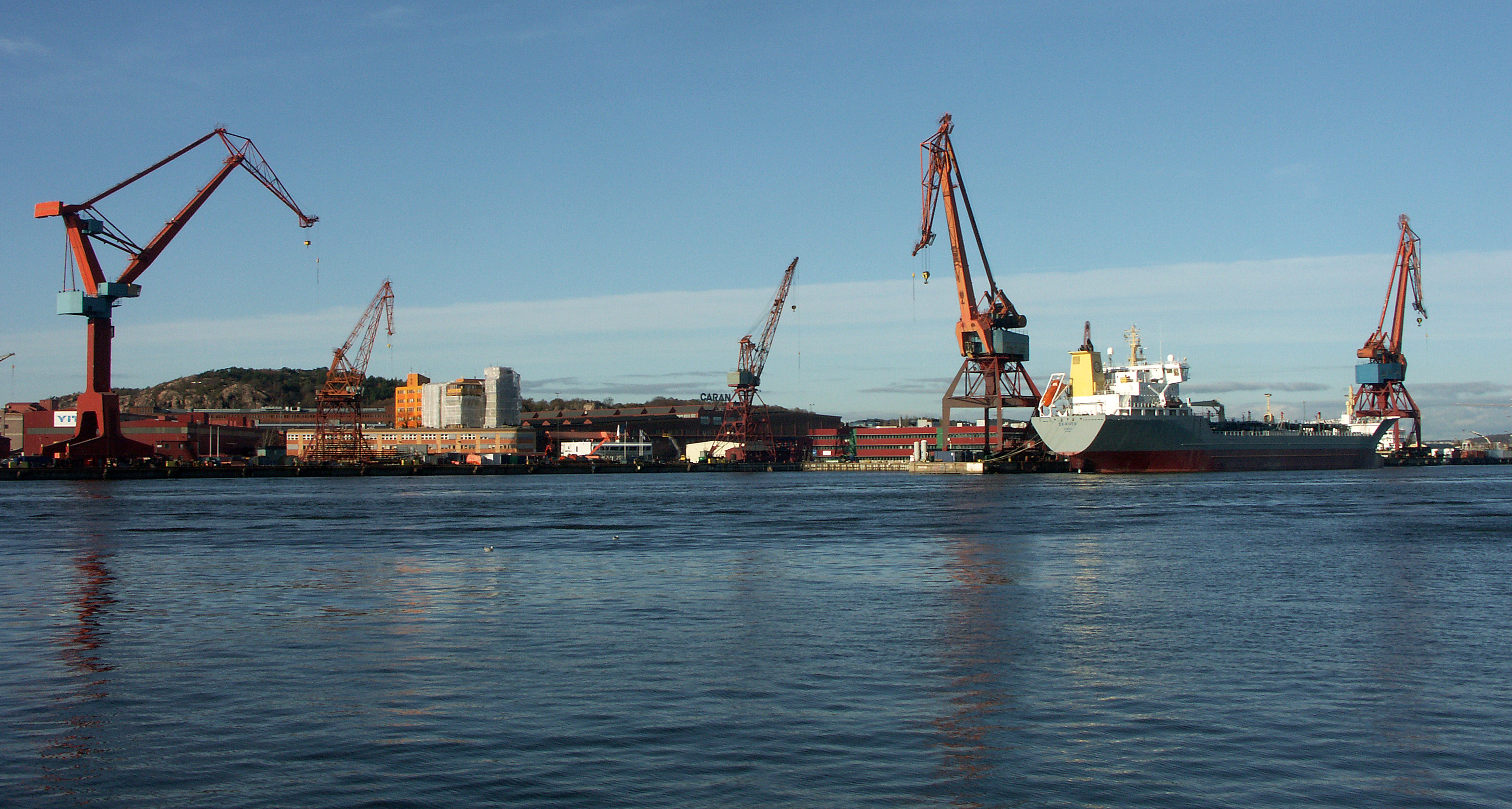
Hamnkranar vid Norra Älvstranden.

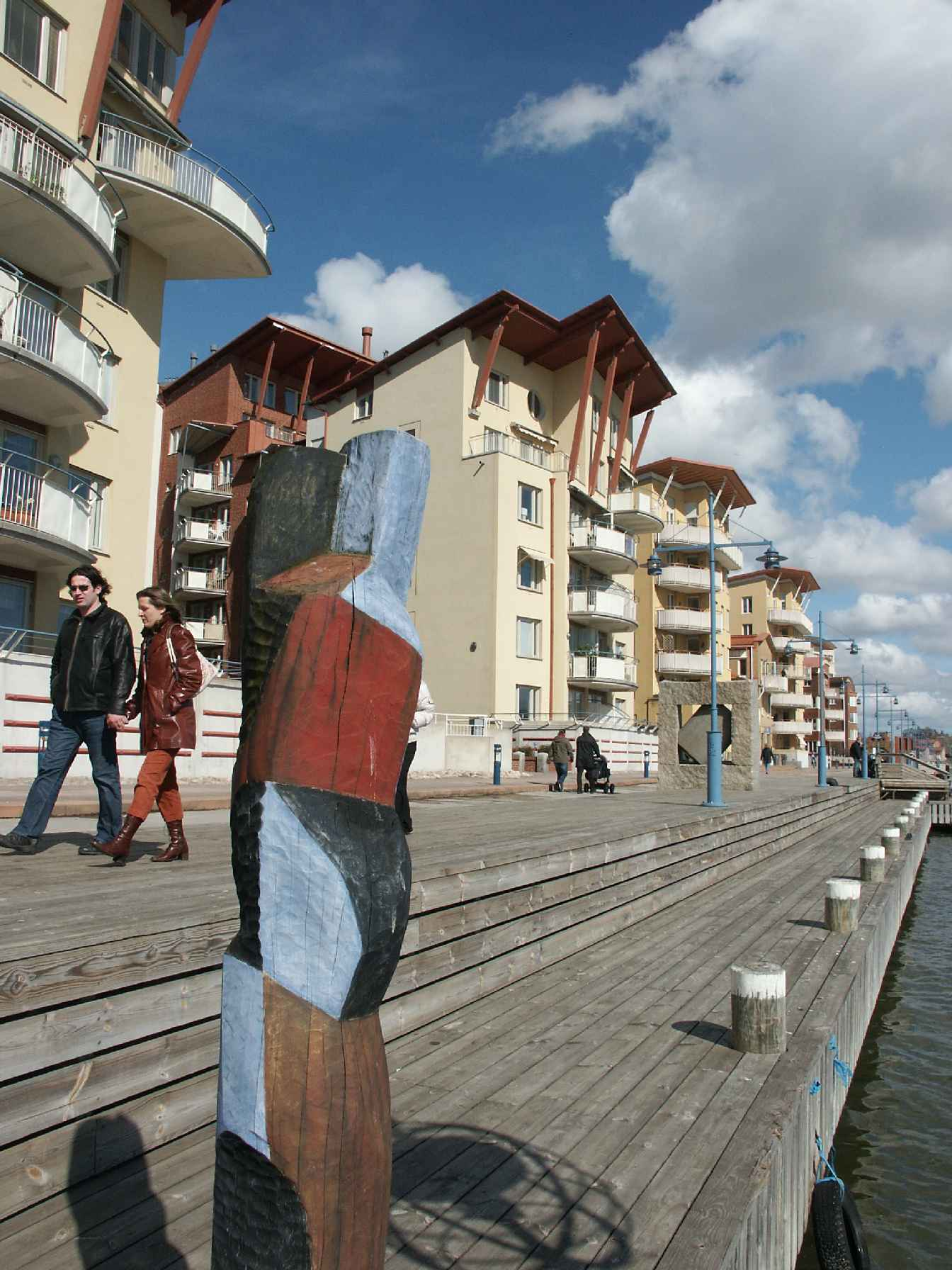
Hamnpromenaden vid Eriksberg.

Norra Älvstranden är ett samlingsnamn på områden som ligger centralt i Göteborg, på Hisingen längs norra stranden av Göta älv. Namnet var etablerat redan 1923, och numera ingår sträckan mellan Älvsborgsbron och Tingstadstunneln. Hela området ingår i Lundby stadsdelsnämndsområde. År 2002 var områdets areal 250 hektar mark och 40 hektar vatten.
Områdena betecknas från väster Eriksberg, Sannegårdshamnen, Lindholmen, Lundbystrand, Frihamnen och Ringön.

## Historia
Norra Älvstranden har varit bebott åtminstone sedan 1300-talet då Lindholmens slott fanns här. På 1500-talet fanns här ett skeppsvarv men det dröjde ända till 1843 innan industrialiseringen tog fart i samband med att nya hamnfaciliteter kom till och att vattenområden i närheten av älvmynningen muddrades. Flera stora etableringar skedde inom några decennier; Lindholmens varv, Eriksbergs Mekaniska Verkstad och Götaverken. Varvsindustrin var dominerande ända till 1970-talets varvskris då verksamheterna successivt avvecklades. Även hamnverksamheten flyttades längre nedströms då fartyg och godsvolymer blev större.

## Verksamheter
I Frihamnsområdet flyttade Sveriges Television och Sveriges Radio in under 2006, i det påkostade hus som 2003 byggdes för kameratillverkaren Hasselblad.
På Lindholmen finns IT-universitet, ett utbildningscentrum som drivs av Göteborgs universitet och Chalmers. I Eriksberg finns ett hotell och en utställningslokal.
Chalmers har även sina högskole- och sjö-ingenjörsutbildningar på Lindholmen. 
I Lindholmen och i Lundbystrand finns också kontor för teknikföretag som riktar sig mot fordons- och i viss mån telekomindustrin, se Lindholmen Science Park.
Den enda hamnen för större fartyg idag är Frihamnen, där bilfärjan till Newcastle gick fram till 2006 och lastbilsfärjan till Frederikshavn går. Väster och öster om Eriksberg, i gamla hamndockor, finns det nu hamnar för fritidsbåtar.
Det finns en rest kvar av skeppsvarven, nämligen Götaverken Cityvarvet, på Lundbystrand, som är ett reparationsvarv. På Ringön finns småindustrier och diverse tjänsteföretag.

## Bostäder
Västra Lindholmen och Eriksberg är numera snabbt expanderande bostadsområden och består till största delen av bostads- och hyresrätter som byggts under 2000-talet.

## Infrastruktur
Lundbyleden passerar norr om Norra Älvstranden och ansluter området till E6 samt till fasta förbindelser över älven.
När det gäller kollektivtrafik finns dels färjan Älvsnabben och dels ett mindre antal busslinjer. Älvsnabben går i halvtimmestrafik från Klippan på Södra Älvstranden och anlöper Eriksberg, Slottsberget och Lindholmspiren på Hisingen och går därefter till Stenpiren och Lilla Bommen.
Norra Älvstranden trafikeras också av Stombuss 16 som går från Högsbohöjd via centrum och svänger omedelbart efter Hisingsbron av mot Lindholmen och Eriksberg och slutar vid Eketrägatan. Busslinjen bedrivs med Sveriges längsta, dubbelledade bussar. Det finns planer på att i framtiden ersätta stombussen med spårväg.